# The Morlocks
I The Morlocks sono un gruppo garage rock statunitense.

## Storia del gruppo
Gli inizi
I Morlocks si formano nell'estate 1984, quando al bassista Jeff Lucas, al chitarrista Tom Clarke ed al batterista Mark Mullen si aggiunsero gli ex membri dei Gravedigger Five, Ted Friedman, chitarrista, e il cantante Leighton Koizumi. La nuova formazione, seguendo la strada citata da questo gruppo, si dedicò al recupero di brani garage rock degli anni sessanta.
Dopo poche settimane dalla formazione del gruppo iniziarono già a suonare dal vivo in numerosi concerti. Il primo fu tenuto al The Rave-Up di Los Angeles nel settembre 1984; pochi minuti dopo la fine del concerto ricevettero due proposte di contratto discografico. Firmarono con la Midnight Records di New York. Nel 1984 registrarono in due giorni, il 3 e il 4 dicembre, con una strumentazione di fortuna recuperata dopo un concerto dei Tell-Tale Hearts, un primo mini-LP di debutto, Emerge, che verrà pubblicato nella primavera 1985. L'album conteneva cinque cover di brani poco noti e tre pezzi scritti da Leighton Koizumi e da Jeffrey “Luck” Lucas.
Anni ottanta e novanta
Pochi mesi dopo il debutto discografico si trasferirono da Los Angeles a San Francisco, dove diventarono uno dei gruppi di punta della scena della Bay Area. Ottennero un nuovo contratto con la neonata Epitaph Records e registrarono un "falso" LP dal vivo, intitolato Submerged Alive nel 1986, pubblicato solo nel 1988.
Nei mesi successivi, a causa della dipendenza dall'eroina di diversi membri della band, e segnatamente del cantante Leighton Koizumi, produssero solo due 45 giri, tra l'altro di materiale registrato parecchi mesi prima, She's My Fix/You Must Not Be Seen As I Am del 1989 e Under The Wheel/Hurricane A' Coming del 1991.
I Morlocks rilasciarono una ultima intervista a Federico Ferrari di Rockerilla per poi scomparire dalle scene musicali. Leighton Koizumi sparì totalmente dalla circolazione e venne dato morto per overdose. Wake Me When I'm Dead, album dal vivo pubblicato nel 1991 da una etichetta croata, la Listen Loudest, conteneva delle registrazioni di fine anni ottanta. Nel 1997 il chitarrista del gruppo, Ted Friedman, recupera una cassetta contenente un concerto dei Morlocks tenuto a San Francisco nel 1985 e viene pubblicato quindi Uglier Than You'll Ever Be, nel novembre 1997 dalla Voxx Records.
Anni 2000 e 2010
Dopo che era stato dato per morto, e dopo una più che decennale scomparsa totale, il cantante riappare a San Diego agli albori del nuovo millennio, dove forma un nuovo gruppo chiamato Featherwood Junction. Il gruppo non registrerà nulla, ma suonerà molto dal vivo nella costa ovest degli Stati Uniti. Successivamente, Leighton riappare proprio in Italia il 15 gennaio 2004. Una piccola etichetta italiana, la Ammonia Records, pubblica When The Night Falls con Koizumi alla voce e Tito And Thee Brainsuckers (gruppo italiano dedito al Garage Punk) come accompagnatori. Durante tutto il 2004 girano la penisola tenendo decine di concerti in minuscoli club.
A seguito del successo ottenuto dai vari tour, Leighton, affiancato dall'amico Tito, forma nel 2013 "Leighton Koizumi's Jaws of Terror", una nuova band con membri di Tito and Thee Brainsuckers e The Electric Flashbacks, con cui registra un album mai pubblicato e il video di I Know You Cried.
Nei primi mesi del 2014 Leighton forma The Seducers, una nuova band nata con lo scopo di esibirsi unplugged in pochi club suonando una serie di classici maggiori e minori del blues, del country, del rock'n'roll e del folk americano. La band è formata da Leighton Koizumi alla voce, Tito Lee alla chitarra e cori, Tonino Adelini (The Fiftyniners) al contrabbasso e cori, Johnny Psycho (The Electric Flashbacks, Los Infartos) alla batteria.
Scontati 10 anni di galera, Leighton tenta di riformare i Morlocks contattando i vari membri originali, ma, a seguito del rifiuto da parte di questi, ingaggia Bobby Bones (The Flasheaters) alla chitarra e voce, Lenny Pops alla chitarra, Nick "The Canadian" al basso, e Marky alla batteria. Nel 2007 pubblicano per l'etichetta Olde Haat Records l'album Easy Listening For The Underachiever ristampato in Italia nel 2008 da Go Down Records. Nel 2010 pubblicano un nuovo CD, Help Me, fatto interamente di cover, suonate però in stile garage/punk.
Nel 2015 la band torna in tour per l'Europa per il "The Return of the Rat Tour" con Leighton Koizumi alla voce, Rob Louwers (Q-65, Link Wray, The Fuzztones) alla batteria, Oliver Pilsner (The Fuzztones, Cheeks, Montesas, Magnificent Brotherhood) al basso, Bernadette (Gee Strings, Sonny Vincent, Humpers) alla chitarra e Marcello Salis (Gravedigger V, Hangee V) alla chitarra.

## Formazione

### Originale
- Leighton Koizumi - voce
- Ted Friedman - chitarra, cori
- Tom Clarke - chitarra
- Jeff Lucas - basso, cori
- Mark Mullen - batteria

### Formazione attuale
- Leighton Koizumi - voce
- Rob Lowers - batteria
- Oliver Pilsner - basso
- Bernadette Pitchi - chitarra
- Roméo Kizmiaz - chitarra

### Altri componenti
- Bobby Bones - chitarra, cori
- Lenny Pops - chitarra
- Nick "The Canadian" - basso
- Marky - batteria
- Jordan Tarlow - chitarra
- Paul Howland - basso, cori
- Matt Johnson - batteria
- Marcello Salis - chitarra

## Discografia

### Album in studio
- 1985 - Emerge (Midnight Records)
- 1987 - Submerged Alive (Epitaph Records)
- 2006 - Easy Listening for the Underachiever (Olde Haat Records)
- 2010 - The Morlocks Play Chess o Play Chess (Popantipop Records)
- 2018 - Bring on the Mesmeric Condition (Hound Gawd! Records)
- 2023 - Calm Ya Farm

### Album dal vivo
- 1991 - Wake Me When I'm Dead (Listen Loudest)
- 1997 - Uglier Than You'll Ever Be (Voxx Records)

### Singoli
- 1989 - She's My Fix/You Must Not Be Seen As I Am
- 1990 - Under the Wheel/Hurricane A' Coming
- 2008 - I Don't Do Funerals Any More/Nightmares
- 2016 - Time to Move/Hang Up